# Collezione Gurlitt

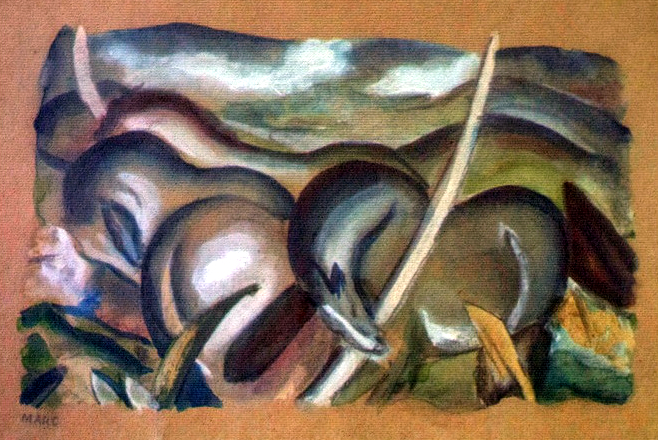
Franz Marc, Cavalli in un paesaggio (realizzata prima del 1916, presumibilmente nel 1911), una delle opere appartenute alla Collezione Gurlitt e successivamente affidata alla Schwabinger Kunstfund.

La Collezione Gurlitt era una raccolta di circa 1.500 opere d'arte ottenute dal defunto mercante d'arte tedesco Hildebrand Gurlitt (1895-1956) che passò dapprima a sua moglie Helene e, in seguito alla morte di quest'ultima, al figlio Cornelius Gurlitt, deceduto nel 2014. 
La collezione salì agli onori della cronaca nel 2013. Le indagini, compiute da parte dei funzionari di Augusta in relazione alle accuse di evasione fiscale (sospetto rivelatosi poi falso) nei confronti di Cornelius Gurlitt, portarono al sequestro di una collezione di 1406 quadri di grande valore (i media annunciarono la sensazionale scoperta come il bottino del nazista). Le ipotesi degli inquirenti si basavano sulla possibilità che il mercante d'arte Hildebrand Gurlitt (padre di Cornelius), avesse occultato opere d'arte trafugate o acquisite in dubbie circostanze durante la seconda guerra mondiale e il periodo precedente alla Germania nazista. Gurlitt, ritenendo di essere il legittimo proprietario delle opere, oppose ricorso, pur accettando che la collezione rimanesse negli uffici del Procuratore al fine di identificare la presenza di eventuali opere saccheggiate durante l'era nazista. Nell'anno successivo il 2014, le opere vennero restituite a Gurlitt il quale morì lasciandole in eredità al Kunstmuseum di Berna che accettò la donazione con riserva per le opere sospettate di essere state saccheggiate (la provenienza di una buona parte delle opere è ancora oggi oggetto di indagine).
Cornelius risultava legalmente proprietario di tutte le opere e, sebbene le rivendicazioni legali sulle opere potenzialmente trafugate si prescrivono dopo 30 anni, accettò di restituire volontariamente agli eredi delle famiglie interessate, le opere saccheggiate. Disposizione portata avanti dagli attuali custodi della collezione. A oggi sono stati restituiti cinque pezzi, tra cui opere di Henri Matisse, Max Liebermann, Carl Spitzweg, Camille Pissarro e Adolph von Menzel, mentre un accordo di partecipazione agli utili è stato raggiunto con l'erede di un'altra famiglia per un lavoro di Max Beckmann prima della sua vendita nel 2011.
La collezione contiene, tra i tanti, esemplari di antichi maestri, dipinti impressionisti, cubisti ed espressionisti, disegni e stampe di artisti come Claude Monet, Pierre-Auguste Renoir, Paul Cézanne, Paul Gauguin, Henri Matisse, Eugène Delacroix, Henri de Toulouse-Lautrec, Franz Marc, Marc Chagall, Édouard Manet, Camille Pissarro, Auguste Rodin, Otto Dix, Edvard Munch, Gustave Courbet, Max Liebermann, Wassily Kandinsky e Paul Klee, nonché opere di membri della famiglia Gurlitt che erano essi stessi degli artisti.

## La creazione della Collezione
Hildebrand Gurlitt era uno storico dell'arte, direttore di museo e mercante d'arte in Germania negli anni trenta. Era particolarmente interessato all'arte moderna del periodo, fece amicizia con un certo numero di artisti e acquistò le loro opere per i suoi musei. Quando divenne un commerciante, espose molte delle loro opere e acquistò alcuni dei loro manufatti. A partire dalla metà degli anni trenta in poi, acquistò e, in alcuni casi, vendette opere d'arte spesso comprate a basso prezzo, da privati compresi i proprietari ebrei a cui venivano imposte tasse esorbitanti, o che erano costretti a liquidare i loro beni per fuggire dal paese. Sebbene le sue iniziative fossero prevalentemente dettate da motivi economici, è altrettanto vero che stesse dando il suo contributo al mercato dell'arte dal momento che vi erano pochi rivenditori disposti a intraprendere tali transazioni. Inoltre non fornì alcuna cooperazione con i richiedenti del dopoguerra che cercarono di reclamare od ottenere un risarcimento per tali opere vendute sotto costrizione.
Dal 1937 i nazisti iniziarono ad appropriarsi della cosiddetta "degenerata", ovvero quella che non rispettava la concezione nazionalsocialista dell'arte, di tutti i musei della Germania. Venne anche allestita una Mostra d'arte degenerata itinerante in cui alcuni di questi pezzi furono esposti al pubblico. Il governo decise anche che sarebbe stato istituito un sistema per vendere il maggior numero possibile di beni confiscati all'estero per aumentare la valuta forte delle casse del governo. Gurlitt e altri tre concessionari ebbero quindi l'opportunità di scambiare tali pezzi, cercando acquirenti esteri in cambio di una commissione dell'agente (fra gli altri vi erano Karl Buchholz, Ferdinand Möller e Bernhard Böhmer). Dal momento che molti di tali pezzi non venivano venduti, Gurlitt e altri ebbero la possibilità di aggiungerli alle loro collezioni personali o di acquistarli a un basso prezzo in modo legittimo o meno. Il nome di Gurlitt appare in molte delle voci di un elenco compilato dal Ministero della Propaganda oggi custodito dal Victoria and Albert Museum in cui sono riportati i dettagli sui manufatti da lui posseduti, che furono scambiati per altri beni, venduti o distrutti.
Dopo la caduta della Francia, Hermann Göring nominò una serie di rivenditori autorizzati dalla Einsatzstab Reichsleiter Rosenberg, tra cui Gurlitt, per acquisire dei beni artistici francesi (soprattutto opere saccheggiate da musei e da collezionisti un tempo ricchi) per il Führermuseum, che Hitler voleva costruire a Linz; altre opere andarono invece ad ampliare la collezione d'arte personale di Göring. Gurlitt, che aveva già intrapreso l'acquisto di viaggi a Parigi per conto dei musei tedeschi, acquistò circa 200 opere a Parigi e nei Paesi Bassi tra il 1943 e il 1944, ad eccezione di quelle acquisite per la sua collezione, di cui 168 destinate al Führermuseum. Indubbiamente, Gurlitt approfittò dei suoi viaggi "ufficialmente sanciti" a Parigi, che a quel tempo veniva inondata da opere d'arte di tutte le epoche, a volte di provenienza incerta e a volte saccheggiate, per arricchire ulteriormente le sue proprietà e ottenere enormi guadagni grazie alle commissioni pagate dal regime di Hitler per le opere d'arte.

## Dopoguerra
Nel giugno del 1945, Hildebrand venne catturato ad Aschbach (Schlüsselfeld) assieme alla moglie. Sottoposto a interrogatorio, Gurlitt e sua moglie dissero alle autorità dell'esercito degli Stati Uniti che, durante il bombardamento di Dresda del febbraio 1945, gran parte della sua collezione e della documentazione delle transazioni artistiche era stata distrutta nella sua casa a Kaitzer Straße. Centocinquanta pezzi gli vennero sequestrati dalle autorità americane e tedesche, ma tornarono a lui dopo che il commerciante tedesco li aveva convinti di aver acquistato le opere legalmente. Gurlitt riuscì a convincere i suoi assessori di essere una vittima della persecuzione nazista a causa delle sue origini ebraiche, e negoziò la liberazione delle sue proprietà. Gurlitt dichiarò inoltre che le documentazioni delle sue transazioni fossero andate distrutte e risulta che alcuni dei suoi cimeli furono nascosti con successo in Franconia, Sassonia e Parigi, città da cui furono rinvenuti dopo la guerra.
Nel 1947, Gurlitt riprese a lavorare nel commercio dell'arte e ottenne anche la posizione di direttore dell'Associazione artistica della Renania e della Vestfalia, con sede a Düsseldorf. Continuò ad acquistare opere per la sua collezione, tra cui La villageoise au chevreau di Courbet, per la quale spese l'enorme somma di 480.000 franchi francesi e prestò opere della sua collezione a diverse mostre itineranti: una di queste, intitolata German Watercolors, Drawings and Prints: A Mid-Century Review, comprendeva 23 opere della collezione di Hildebrand e fu esposta in varie parti degli USA fino al 1956, anno in cui Gurlitt morì a causa di un incidente automobilistico all'età di 61 anni. La collezione passò quindi alla moglie Helene, e successivamente, quando ella morì nel 1964, venne ereditata dal figlio Cornelius e, in misura minore, dalla sorella di quest'ultimo Benita. Sebbene inizialmente fossero diversi coloro che erano a conoscenza della collezione, nell'arco di circa quattro decenni, nessuno seppe più dell'esistenza della fortuna dei Gurlitt.
La maggior parte della collezione di Hildebrand sopravvisse grazie al figlio Cornelius, che visse una vita tranquilla e appartata conservando le opere ereditate dal padre. Il tesoro fu conservato presso le sue residenze a Monaco di Baviera e a Salisburgo. Cornelius sopravvisse vendendo qualche pezzo della collezione fra il 1988 e il 1990 e i proventi furono versati in un conto bancario svizzero dal quale avrebbe prelevato denaro in intervalli di quattro/sei settimane. Un altro dipinto, Il domatore di leoni di Max Beckmann, venne venduto all'asta nel 2011, molto probabilmente per coprire le sue spese mediche; Cornelius aveva già accettato di condividere i proventi di circa 800.000 euro in egual misura con l'erede della famiglia ebrea che aveva originariamente posseduto il dipinto.

## Scoperta del 2012 da parte delle autorità fiscali tedesche

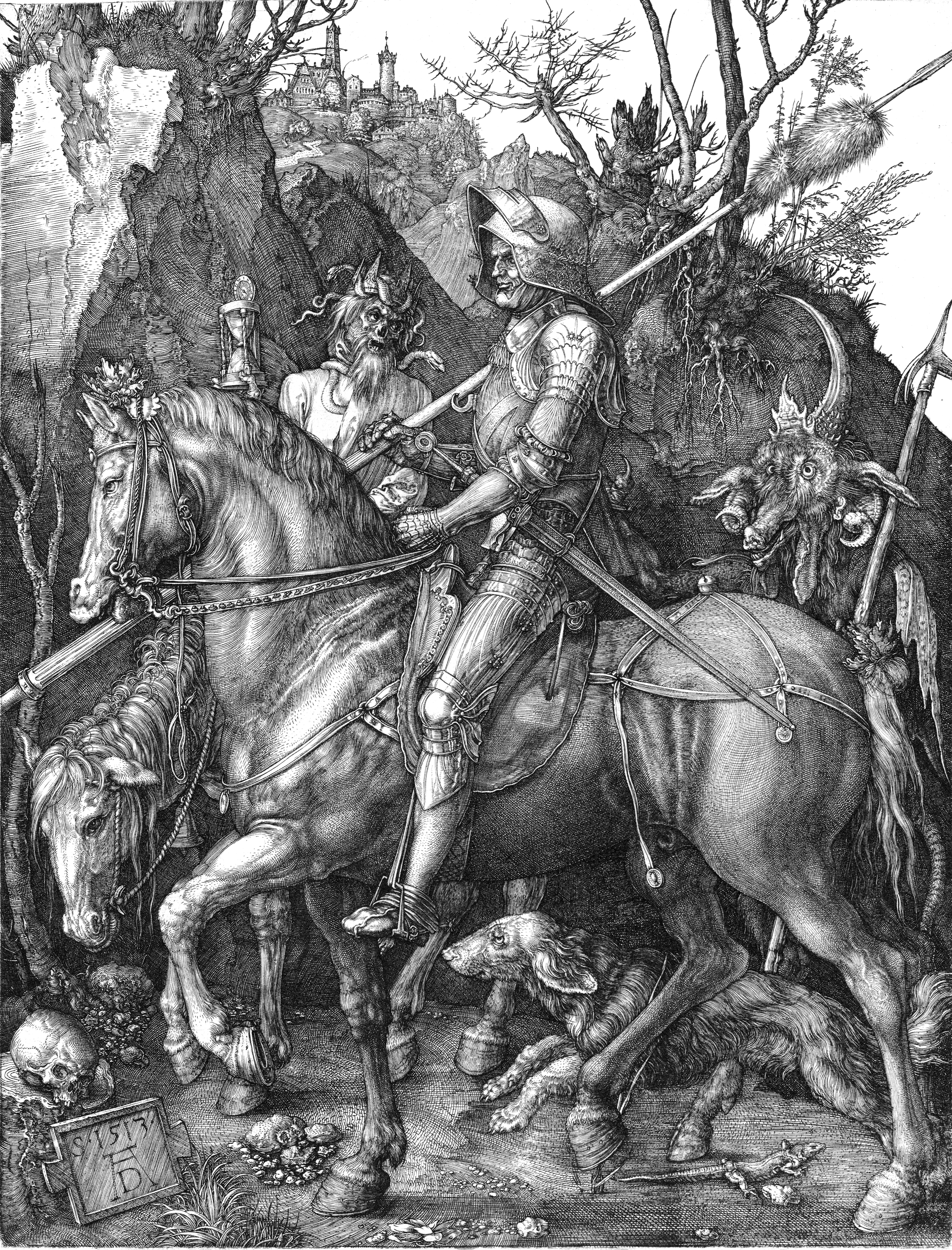
Il cavaliere, la morte e il diavolo (1513)

Il 22 settembre 2010, Cornelius venne fermato dai funzionari doganali tedeschi, al confine tra Svizzera e Germania, sulla tratta di ritorno da una delle sue visite nella nazione elvetica, che lo trovarono in possesso di 9.000 euro in contanti. Sebbene tale somma rispettasse il limite legale per i trasferimenti di contante attraverso il confine, l'alta quota di denaro destò i sospetti delle autorità fiscali tedesche che lo posero sotto interrogatorio. Cornelius asserì che quel denaro costituiva dei proventi ottenuti dalla vendita di un dipinto. Dal momento che Cornelius non aveva alcuna occupazione e nessun mezzo di guadagno evidente, l'ufficio delle tasse sospettò che potesse aver trasferito opere oltre confine illegalmente eludendo le tasse pertinenti. Per tali ragioni, nel 2011, Cornelius ricevette un mandato in cui veniva dichiarato il permesso, da parte delle autorità competenti, di accedere al suo appartamento a Schwabing, Monaco, per capire se potevano trovare prove per supportare la loro supposizione. Il 28 febbraio 2012, i funzionari dell'ufficio del procuratore di Augspurg entrarono nel suo appartamento e non trovarono registrazioni delle vendite passate, ma 121 opere incorniciate e 1.258 senza cornice, la maggior parte della collezione ereditata da suo padre, con un valore iniziale stimato a un miliardo di euro (che in futuro si dimostrerà però essere stato eccessivamente alto). La collezione venne confiscata. Alcuni contestarono tale manovra burocratica in quanto Gurlitt non aveva apparentemente commesso alcun crimine secondo la legge tedesca. Inoltre, venne successivamente dichiarato che la portata dell'azione era sproporzionata rispetto alle presunte irregolarità fiscali del commerciante d'arte.
Inizialmente, le autorità vietarono la diffusione della notizia del raid, che sarebbe emersa solo nel 2013. L'iniziale isteria mediatica con titoli sensazionali come "Opere d'arte da 1,6 miliardi di dollari rubate dai nazisti, scoperti nell'appartamento tedesco" si rivelò un'esagerazione; nel 2017, la Deutsches Zentrum Kulturgutverluste affermò che "osservando le opere d'arte nel loro complesso, ci si accorge che non è tanto una collezione di opere d'arte di alto valore del valore di miliardi come inizialmente ipotizzato, ma piuttosto un misto di cimeli di famiglia e scorte di rivenditori che contiene, sì, pezzi di altissima qualità, eccezionali, ma la maggior parte di essi consiste in opere su carta, tra cui un gran numero di opere grafiche seriali."
In un articolo della rivista Der Spiegel del novembre 2013, Cornelius insistette sul fatto che suo padre avesse ottenuto legalmente i lavori e dichiarò che non avrebbe volontariamente restituito nessuno di questi ai precedenti proprietari, anche se successivamente dichiarò, in relazione a quest'ultima affermazione, di essere stato chiamato in causa per sbaglio. Sentendosi minacciato dall'intensa attenzione dei media, il cognato di Gurlitt chiese alla polizia di custodire 22 delle opere d'arte in suo possesso.
Gurlitt chiese ripetutamente la restituzione della sua collezione, ma non ottenne la rappresentanza legale fino al dicembre 2013, quando un tribunale di Monaco di Baviera nominò un "custode" ufficiale per suo conto di nome Christoph Edel che iniziò un'azione contro l'Ufficio del Procuratore affinché potesse lasciare la collezione a Gurlitt. Gurlitt raccontò a Edel delle opere conservate nel suo indirizzo di Salisburgo; Edel ricevette il permesso di Gurlitt di escludere dalla custodia i cimeli artistici, compito che venne svolto nel febbraio 2014. Questa parte della collezione, che contava 254 pezzi, conteneva opere (anche celebri) di Monet, Renoir, Gauguin, Liebermann, Toulouse-Lautrec, Courbet, Cézanne, Munch e Ment che furono trasferite in un luogo sicuro ove si sarebbe potuto indagare sulle origini della loro provenienza; la procura di Augusta non avrebbe potuto accedere a tali opere. L'accesso alle opere di Salisburgo venne fornito, in una "posizione segreta", al giornalista della BBC Stephen Evans, che mostrò alcuni di questi in un breve segmento di video messo a disposizione dalla BBC nel marzo 2014. Un dipinto, Ritratto di Monsieur Jean Journet di Gustave Courbet, era scomparso nel 1914 e in precedenza si credeva che fosse stato perduto durante la seconda guerra mondiale.
Nell'aprile 2014, Edel ottenne un accordo con il procuratore di Augusta in base al quale la collezione confiscata a Monaco andava restituita a Gurlitt in cambio della sua collaborazione con una task force governativa incaricata di restituire eventuali pezzi rubati ai legittimi proprietari che il collezionista firmò. Tuttavia, Gurlitt morì nello stesso periodo il 6 maggio 2014 dopo un periodo di malattia. Lasciò in eredità tutti i suoi beni al Museo di Belle Arti di Berna, in Svizzera, dopo che tutte le legittime rivendicazioni di proprietà contro di essa furono valutate.

## Schwabing Art Trove Task Force e successori

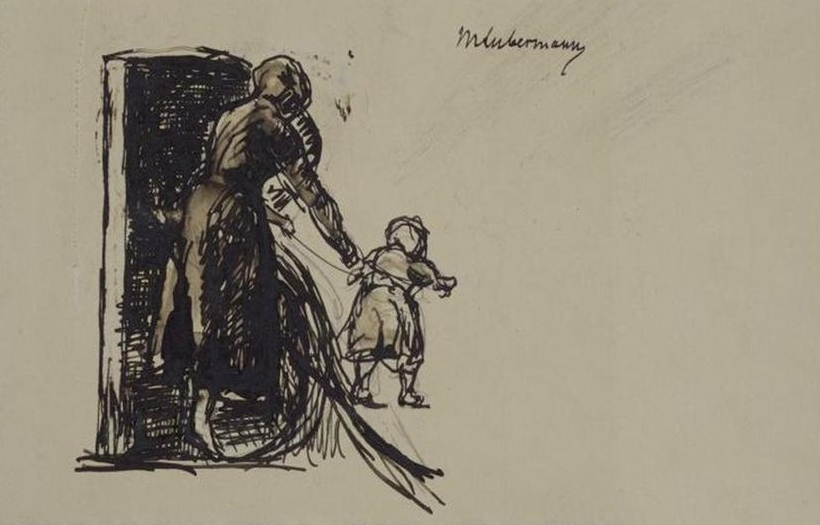
Max Liebermann, Frau mit Kind von hinten (prima del 1935)

Nel novembre del 2013 venne istituita un'organizzazione chiamata Schwabinger Kunstfund diretta da Ingeborg Berggreen-Merkel che aveva il compito di rintracciare la provenienza dei dipinti di Gurlitt. Inizialmente, la task force classificò circa 590 delle opere della Collezione "probabilmente saccheggiate". Dopo due anni di ricerche, pubblicò rapporti di provenienza solo su cinque elementi della collezione. Dopo anni di ricerche, la task force venne accusata da varie fonti di incompetenza e di aver ottenuto pochi riscontri concreti e fu sciolta nel dicembre 2015. Ronald Lauder, presidente del Congresso ebraico mondiale, dichiarò di essere "deluso" in merito all'operato della Schwabinger Kunstfund. Le sue attività e parte del suo personale vennero trasferite in un nuovo "Centro dei beni culturali perduti", al fine di perseguire il progetto Gurlitt Provenance Research sotto la direzione dalla dottoressa Andrea Baresel-Brand.
Nel dicembre 2018, il progetto Gurlitt Provenance Research dichiarò di aver terminato le sue operazioni, e pubblicò gli esiti delle sue ricerche nel sito web della Deutsches Zentrum Kulturgutverluste. Vennero esaminati 1.039 articoli; di questi, 315 vennero ritenuti confiscati dai musei tedeschi durante la campagna sull'"arte degenerata", e quindi non soggetti al sospetto di saccheggi, quindi la loro responsabilità potrebbe essere trasmessa direttamente al Kunstmuseum di Berna. I rimanenti 724 furono invece valutati secondo un parametro a "semaforo": le opere "verdi" (28 pezzi) erano quelle che non sarebbero state probabilmente depredate durante il saccheggio nazista; quelle "gialle" (650 pezzi) erano manufatti  di cui non si avevano informazioni sufficienti per capire se erano state effettivamente sequestrate dal regime nazista; quelle "rosse" (4 pezzi), invece, si sarebbero dimostrate probabilmente derubate dai nazisti. Le altre opere rimanenti (42 pezzi) non furono invece ritenute opere effettivamente derubate. Queste classificazioni "semaforo" vennero riportate negli elenchi completi di articoli pubblicati sul sito web del Kunstmuseum di Berna.

## Morte di Cornelius Gurlitt ed eventi successivi
Cornelius Gurlitt morì il 6 maggio 2014. Nel suo testamento, scritto poco prima della sua morte, egli lasciò tutte le opere della sua collezione al Kunstmuseum Bern. Amici e parenti di Gurlitt dichiararono a un giornale statunitense che egli avrebbe deciso di consegnare la collezione a un'istituzione straniera perché avrebbe ritenuto di essere stato maltrattato con suo padre dalla Germania. L'eredità comprendeva i dipinti che Cornelius aveva conservato a Salisburgo, che le autorità tedesche non confiscarono in quanto il loro mandato non si estendeva alle proprietà tenute in Austria. La sua decisione causò ulteriori polemiche sull'opportunità del museo di accettare questo lascito. In seguito, al museo fu richiesto di ricercare la provenienza dei dipinti e di procedere alla restituzione ove opportuno. Il museo decise di conservare solo quelle opere per le quali poteva essere stabilita la proprietà legale originale dei Gurlitt, compresi gli oggetti acquisiti dalla collezione di "arte degenerata" e quelli tramandati da altri membri della famiglia, e stipulò un accordo congiunto con la Germania e le autorità svizzere sull'ulteriore ricerca di oggetti in questo lascito.
Anche i cugini di Cornelius parteciparono al dibattito, sollevando domande sulla legalità del testamento, basandosi sullo stato mentale che aveva prima di morire. Uta Werner, cugino di Gurlitt, fece appello al suo avvocato per avere alcune opere della collezione, ma la sua richiesta fu respinta dalle autorità competenti. Circa 590 pezzi rimangono ancora oggi in Germania in attesa di ulteriori indagini per determinare se furono confiscati dal regime nazista, e altri 380 sono stati definitivamente identificati o rimossi dalle collezioni naziste perché identificati "arte degenerata", quindi verranno trasferiti a Berna senza ulteriori ostruzioni.
Gli oggetti d'arte continuarono a emergere dopo la morte di Cornelius. Nel luglio 2014, furono rinvenuti un marmo di Rodin e una scultura di Degas, insieme ad alcuni manufatti romani, greci, egizi ed asiatici, che erano stati ignorati quando l'appartamento venne ispezionato nel 2012. Inoltre, nel mese di novembre dello stesso anno, fu trovato un paesaggio a pastelli di Claude Monet in una valigia che Gurlitt aveva lasciato nell'ultimo ospedale in cui era andato.

## Controversie legali
I giornali tedeschi dichiararono che il procuratore non avesse avuto alcun diritto di sequestrare la collezione. Dopo la guerra, la legge nazista che legalizzava il possesso di opere "degenerate" rubate fu volutamente sostenuta dalla Commissione alleata di controllo affinché il commercio di opere d'arte potesse continuare.
Diversamente dall'Austria, in Germania non esisteva una legge in vigore che richiedesse la restituzione ai legittimi proprietari dell'arte saccheggiata durante il nazismo, questo a meno che si dimostrasse che gli oggetti in questione fossero stati, in qualsiasi momento, acquisiti legalmente. In qualità di firmatari dell'Accordo di Washington del 1998, la Germania concordò che tutte le sue istituzioni pubbliche avrebbero controllato i loro inventari contenenti i beni saccheggiati dai nazisti e che li avrebbero restituiti se trovati. Tuttavia, questo doveva avvenire soltanto su base strettamente volontaria e, 15 anni dopo, pochissimi musei e biblioteche lo fecero. Gli individui non avevano alcun obbligo legale di restituire l'arte saccheggiata dai nazisti.
Il 4 dicembre 2013, l'influente storica dell'arte tedesca Sibylle Ehringhaus, che ebbe modo di vedere le opere d'arte nella primavera del 2012, rilasciò un'intervista sul quotidiano Augsburger Allgemeine, chiedendo il ritorno immediato della collezione completa a Gurlitt. Tuttavia, aveva esaminato le opere molto brevemente e non aveva studiato la loro provenienza perché, come dichiarò nell'intervista, "Cornelius Gurlitt non commissionò né a me né a nessun altro" il compito di svolgere tali ricerche. Il procuratore capo Reinhard Nemetz negò con veemenza il suo appello, ma pare che non avesse citato alcun movente giuridico concreto per il sequestro.
Il 20 novembre 2014, la giurista tedesca Jutta Limbach, a capo della Commissione Limbach sull'arte saccheggiata dai nazisti, confermò l'opinione del giornale tedesco Süddeutsche Zeitung secondo cui il "procuratore di Stato bavarese avesse usato un'applicazione scorretta della legge sulla responsabilità fiscale per sequestrare" le opere di Cornelius Gurlitt.

## Novembre 2014 e oltre

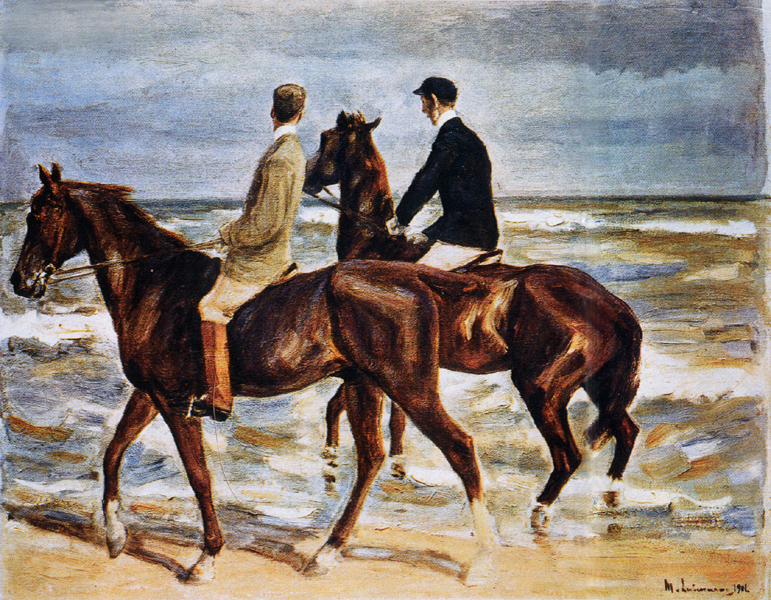
Max Liebermann, Due piloti sulla spiaggia (1901)

### Accettazione del museo svizzero
Il 24 novembre 2014 il Kunstmuseum Bern accettò di conservare la tenuta dei Gurlitt. I funzionari del museo affermarono che nessuna arte saccheggiata dai nazisti sarebbe stata autorizzata ad entrare nella collezione del museo. Circa 500 opere rimarranno in Germania fino a quando i loro legittimi proprietari potranno essere identificati.

### Lavori identificati per la loro restituzione ai proprietari originali
Furono rintracciati diversi proprietari originari delle opere. Donna seduta di Henri Matisse venne consegnata ai discendenti del commerciante ebreo Paul Rosenberg, Due piloti sulla spiaggia di Max Liebermann al nipote dell'industriale e collezionista d'arte David Friedmann, mentre Sonata per pianoforte di Carl Spitzweg venne inviata agli eredi dell'editore musicale Henri Hinrichsen, che venne assassinato ad Auschwitz. Due piloti sulla spiaggia fu successivamente messo all'asta a Sotheby's, Londra, nel giugno 2015, dove fu venduto a quasi 1,9 milioni di sterline. Nel 2017, venne annunciato che il dipinto di Camille Pissarro La Senna e il Louvre, trovato nella casa di Gurlitt a Salisburgo, sarebbe stato lasciato agli eredi di Max Heilbronn, un uomo d'affari di Parigi al quale era stato confiscato nel 1942 e che un disegno di Adolph von Menzel, Interno di una chiesa gotica, sarebbe stato ceduto ai discendenti di Elsa Helene Cohen. Nell'ottobre 2017, venne annunciato che un dipinto di Thomas Couture fu ritenuto rubato e che sarebbe stato pertanto restituito ai discendenti del proprietario originale, mentre nel settembre 2018 quattro disegni degli artisti Charles Eisen, Augustin de Saint-Aubin e Anne Vallayer-Coster, che erano tra gli oggetti venduti in precedenza da Benita Gurlitt, sarebbero stati restituiti dal loro nuovo proprietario. Nel marzo 2019, fu annunciato che il dipinto Quai de Clichy di Paul Signac, acquistato da Hildebrand Gurlitt a Parigi negli anni '40, fu ritenuto confiscato dai nazisti, sequestrato nel 1940 da soldati tedeschi dall'appartamento francese dell'agente immobiliare Gaston Prosper Lévy, e che sarebbe "stato registrato un reclamo per il ritorno del dipinto".
Un caso leggermente diverso è stato presentato dal dipinto di Paul Cézanne del 1897 La Montagne Sainte-Victoire, forse il più prestigioso di tutta la collezione, che divenne noto per essere stato nella famiglia Cézanne nel 1940, ed è apparso negli archivi di Gurlitt tra allora e il 1947 , quando Gurlitt menzionò il dipinto in una lettera, tuttavia il suo status di oggetto rubato non è del tutto chiaro. Nel 2018, il pronipote di Cézanne  riconobbe la proprietà dell'opera del museo di Berna in cambio della capacità di esibirlo nella città natale dell'artista; I diritti di esposizione alla pittura saranno quindi condivisi tra il Kunstmuseum Bern e il Museo Granet di Aix-en-Provence.

### Mostre pubbliche
La prima esposizione pubblica di pezzi della Collezione Gurlitt ebbe luogo in una mostra curata dal Kunstmuseum, in programma da novembre 2017 a marzo 2018, che comprendeva 160 opere del lascito di Cornelius Gurlitt, che in precedenza aveva composto parte dell'originale Mostra d'arte degenerata del 1937. Contemporaneamente, a Bonn, in Germania, venne esposta una mostra di circa 250 opere il cui status era incerto, dal titolo GURLITT: STATUS REPORT - An Art Dealer in Nazi Germany, tra cui opere di Dürer a Monet e da Cranach a Kirchner e Rodin; entrambi gli spettacoli furono quindi programmati per viaggiare ed essere esposti al Martin-Gropius-Bau di Berlino.

## Contenuto
Il contenuto della collezione precedentemente in possesso di Cornelius Gurlitt fu lentamente rintracciato nel corso degli anni dalla sua riscoperta, soprattutto a partire dal mese di novembre del 2014, quando il Kunstmuseum Bern accettò la tenuta Gurlitt. Online sono disponibili due elenchi in continuo aggiornamento delle opere della Collezione: uno di quelli che erano presenti nella tenuta di Monaco e uno che riporta quelli di Salisburgo.
Oltre alle opere di Cornelius, la sorella Benita ha ereditato alcune opere della collezione; secondo quanto riferito, nel 2013, 22 di queste si sono "arrese" volontariamente alla polizia per "mantenere in salvo" il marito di Benita, allora scomparso, Nikolaus Fräßle, precedentemente stanziato nella loro casa a Stoccarda. Sebbene non siano emersi dettagli concernenti queste opere, si sa che fra di esse vi siano delle opere medievali appartenenti un tempo a Cornelius e che furono poi aggiunti alla sua collezione. Inoltre, Benita aveva precedentemente consegnato alcuni oggetti tra cui quattro disegni, originariamente di proprietà della famiglia ebrea Deutsch de la Meurthe a Parigi, che furono restituiti volontariamente ai rappresentanti della famiglia nel 2018 dall'anonimo proprietario attuale (vedi sopra sezione "Lavori identificati per il ritorno ai proprietari originali").
Altri dipinti che erano stati precedentemente nella collezione ma venduti prima della riscoperta del 2012 includevano un Paul Klee venduto da Hildebrandt nel 1950, il Ritratto di Picasso Ritratto di donna con due nasi e due oggetti di Rudolf Schlichter e Georg Schrimpf venduti da Helene nel 1960, Bar, Brown e The Lion Tamer di Beckmann da Cornelius, e Donna con pappagallo di Macke, probabilmente da Benita. Le undici opere vendute da Cornelius nel 1988 comprendevano un pastello di Degas e articoli di Otto Dix, Erich Heckel, Christian Rohlfs, Max Pechstein e Otto Müller; secondo il gallerista Eberhard Kornfeld, Cornelius vendette anche altre quattro opere su carta tramite lui nel 1990 che erano state bollate fra le "opere d'arte degenerata" nel 1937.